# David Mosquera
David Manuel Mosquera Lendoiro –conocido como Petón– (Betanzos, 21 de agosto de 1978) es un deportista español que compite en piragüismo en la modalidad de maratón. Ganó una medalla en el Campeonato Mundial de Piragüismo en Maratón de 2011, y dos medallas en el Campeonato Europeo de Piragüismo en Maratón en los años 2014 y 2015.

## Palmarés internacional
| Campeonato Mundial | Campeonato Mundial    | Campeonato Mundial | Campeonato Mundial |
| Año                | Lugar                 | Medalla            | Evento             |
| ------------------ | --------------------- | ------------------ | ------------------ |
| 2011               | Singapur (Singapur)   | Medalla de bronce  | C1                 |
| Campeonato Europeo |                       |                    |                    |
| Año                | Lugar                 | Medalla            | Evento             |
| 2014               | Piešťany (Eslovaquia) | Medalla de bronce  | C1                 |
| 2015               | Bohinj (Eslovenia)    | Medalla de plata   | C1                 |